# 布克農教
布克農教（Bokononism），是美國文壇巨擘库尔特·冯内古特於其作品《貓的搖籃》中虛構的宗教。
布克農為書中的一個角色，是本教的創始者，原名李奧鮑伊強森。在一次船難中他登上聖羅倫佐島，這是書中一個位於加勒比海的虛構島嶼，強森這個名字由島上的方言發音後成為布克農。這個島上的居民因環境限制生活十分困苦，布克農因此希望藉由創建一個宗教，讓島上居民的心靈能脫離現實的貧困，變得快樂。
布克農教教義寫在布克農之書內，布克農在布克農之書的第一頁就寫下了警語，告知這個宗教的一切都是謊言。信仰布克農教的人可以藉由兩個人的腳和腳相印，來進行與對方的互動及感知，這種儀式被稱為布克-瑪路。

## 外部連結
- Vonnegut.com （页面存档备份，存于）
- Bokononism （页面存档备份，存于）